# Alweryna
Alweryna – organiczny związek chemiczny z grupy amin. W postaci cytrynianu stosowany jako lek rozkurczowy, silnie działający na mięśnie gładkie narządów wewnętrznych, zwłaszcza przewodu pokarmowego i macicy. Dobrze wchłania się z przewodu pokarmowego, jego czas działania wynosi 3–4 godziny.

## Wskazania
- stany skurczowe przewodu pokarmowego
- stany skurczowe dróg żółciowych
- stany skurczowe jelita grubego
- zespół jelita drażliwego
- bolesne miesiączkowanie

## Przeciwwskazania
- nadwrażliwość na lek
- choroba wrzodowa żołądka lub dwunastnicy
- krwawienie z przewodu pokarmowego
- hipotonia

## Działania niepożądane
- brak apetytu
- nudności
- wymioty
- bóle i zawroty głowy
- senność
- obniżenie ciśnienia tętniczego krwi
- suchość w jamie ustnej
- obrzęk krtani
- zaburzenia czynności wątroby
- skórne reakcje uczuleniowe

## Preparaty
- Meteospasmyl – kapsułki (60 mg cytrynianu alweryny, 300 mg symetykonu)
- Spasmolina – kapsułki (60 mg cytrynianu alweryny)

## Dawkowanie
Doustnie, dawkę i częstotliwość stosowania ustala lekarz. Zwykle dorośli 1 kapsułka 2-3 razy na dobę przed posiłkiem.